# Christina Khosrowi
Christina Khosrowi (* in Köln) ist eine deutsche Opernsängerin (Mezzosopran, später Sopran) und Musikmanagerin.

## Leben
Christina Khosrowi stammt aus einer deutsch-persischen Familie und wuchs in Aachen auf. Sie studierte von 2001 bis 2007 an der Hochschule für Musik „Hanns Eisler“ Berlin Gesang, besuchte die Liedklasse von Wolfram Rieger und wurde außerdem von Julia Varady und Irwin Gage betreut.
Ihr Debüt als Opernsängerin gab sie, noch während ihrer Ausbildung, im Mai 2006 an der Staatsoper Berlin als Flora Bervoix in Giuseppe Verdis La traviata. Anschließend folgten Engagements am Staatstheater Braunschweig, an der Baltischen Oper Danzig, am Theater Bremen, am Theater Dortmund und im Konzerthaus Berlin.
Im Frühjahr 2009 sang sie, an der Seite von Edita Gruberová, an der Oper Köln die Rolle des Smeton in Anna Bolena unter der musikalischen Leitung von Ralf Weikert. Im Sommer 2009 debütierte sie als Maddalena (Rigoletto) bei den Opernfestspielen St. Margarethen. 2009 und 2011 sang sie bei den Tiroler Festspielen Erl die Magdalene in Die Meistersinger von Nürnberg, 2010 dort die Mary (Der fliegende Holländer). In der Spielzeit 2009/10 war sie am Stadttheater Gießen in der Offenbach-Oper Hoffmanns Erzählungen „mit ihrem kühlen Charme“ eine faszinierende Mezzosopranistin in den Rollen Muse und Nicklas. Im Sommer 2011 sang sie bei der Sommerarena Baden in einer Inszenierung von Robert Herzl die Mezzosopran-Hosenrolle des Dichters und Titelhelden Boccaccio in der gleichnamigen Operette von Franz von Suppè. In der Spielzeit 2012/13 debütierte sie am Staatstheater Meiningen als Brangäne in Tristan und Isolde.
Khosrowi arbeitete u. a. mit den Dirigenten Markus Stenz, Michael Sanderling, Alexander Joel und Enrico Delamboye zusammen. Sie gastierte im April 2014 mit Liedern von Richard Wagner und Richard Strauss im Château d’Orion im Südwesten Frankreichs. Im Mai 2014 wechselte sie ins Sopranfach. Im September 2019 trat sie mit dem Lebanese Philharmonic Orchestra unter der Leitung von Harout Fazlian in Beirut auf, wo sie u. a. die Vier letzten Lieder von R. Strauss sang.
Seit 2017 ist sie im Management für den Violinisten Daniel Hope tätig. Sie lebt in Berlin.

## Weitere Engagements (Auswahl)
- Saffi in Johann Strauss’ Der Zigeunerbaron in Gent
- Saffi in Johann Strauss’ Der Zigeunerbaron in Antwerpen
- Annius in Mozarts La clemenza di Tito am Theater Erfurt
- Muse/Nicklaus in Hoffmanns Erzählungen am Staatstheater Darmstadt